# Sragi (Sragi)
Sragi is een bestuurslaag in het regentschap Pekalongan van de provincie Midden-Java, Indonesië. Sragi telt 6933 inwoners (volkstelling 2010).